# Nandor Gingold
Nandor Iosif Gingold (n. 1905 – d. 1986) a fost un medic român, asistent la Institutul de Igienă și Sănătate Publică din București, evreu convertit la creștinism. El a fost numit președintele  Centralei Evreilor din România (un fel de Judenrat) în perioada dictaturii antonesciene, sub comanda lui Radu Lecca. După căderea regimului antonescian s-a predat noilor autorități din România la 20 septembrie 1944. La data de 18 februarie 1946 a fost condamnat de Tribunalul Poporului la muncă silnică și închisoare pe viață, în timp ce asociații săi la conducerea Centralei, Matias Grünberg (Willman), A. Grossman-Grozea și Jack Leon au primit sentințe între 12 și 20 de ani de închisoare. 
În anul 1935, Gingold a publicat la Oradea un volum mare de popularizare medicală intitulat „Sănătatea în familie”. După eliberarea lui din închisoare, a publicat în 1972 o lucrare în domeniul hematologiei.

## Scrieri
- "Sănătatea în familie. Sfătuitor și informator medical popular", prelucrare după diferiți autori de N. Gingold, pref. de D. Mezincescu, Oradea, ed. Vidor, 1935.
- "Cum tratăm leucemiile", București, Editura Medicală, 1972.